# بطنج أيبيري
البطنج الأيبيري أو الستاكس الأيبيري (باللاتينية: Stachys iberica) نوع نباتي يتبع جنس البطنج من الفصيلة الشفوية.

## الموئل والانتشار
موطنه بلاد الشام وتركيا والقوقاز وأوكرانيا.